# I Want Out
I Want Out è un brano degli Helloween ed è il secondo singolo estratto dal loro terzo album, Keeper of the Seven Keys - Part II.
La traccia è stata riproposta anche da altri artisti come Avalanch, Hammerfall, Sonata Arctica, Unisonic e Driving Mrs. Satan.

## Tracce
1. I Want Out – 4:39 (Hansen)
2. Save Us – 5:12 (Hansen)
3. Don't Run For Cover – 4:48 (Kiske)

## Formazione
- Michael Kiske - voce
- Kai Hansen - chitarra solista
- Michael Weikath - chitarra ritmica
- Markus Großkopf - basso
- Ingo Schwichtenberg - batteria